# Nether Stowey

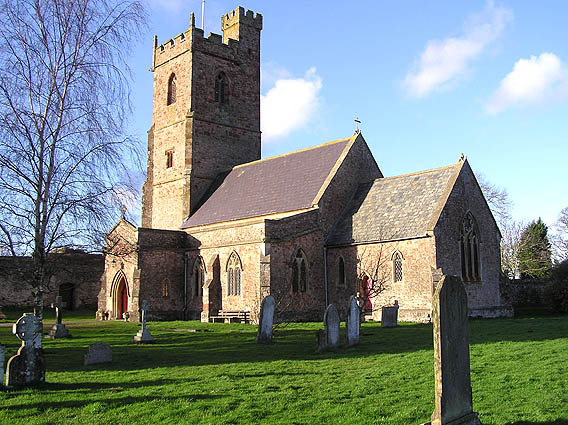
Kościół w Nether Stowey

Nether Stowey – wieś w Wielkiej Brytanii w hrabstwie Somerset w dystrykcie Sedgemoor u podnóża Quantock Hills, między Bridgwater a Minehead. W r. 2001 zamieszkiwało ją 1313 osób. We wsi rozpoczyna się szlak Coleridge Way prowadzący do Porlock.

## Historia
Wieś powstała we wczesnym średniowieczu; w Domesday Book z r. 1086 pojawia się pod nazwą Stawei. W XIX w. była miejscem, w którym przebywali poeci Samuel Taylor Coleridge i William Wordsworth. We wsi znajduje się dworek Coleridge'a, w którym poeta mieszkał w r. 1797, obecnie własność National Trust.